# Pachyceryx dufranei
Pachyceryx dufranei là một loài bướm đêm thuộc phân họ Arctiinae, họ Erebidae.